# Андриана Шкунка
Андриана Шкунка (на хърватски: Andriana Škunca) е хърватска поетеса и писателка на произведения в жанра лирика, а от 2000 г. се занимава активно и с фотография.

## Биография и творчество
Родена е на 9 март 1944 г. в Беловар, Югославия. Семейството ѝ е от Новаля на остров Паг, където тя прекарва детството си.
Следва югославистика и сравнителна литература във Философския факултет на Загребския университет. След дипломирането си се завръща в Новаля на остров Паг.
Първата ѝ книга, стихосбирката „Do neba bijelo“ (Бяло до небето), е издадена през 1969 г.
Заедно със Звонимир Мърконич и Хървойе Пеякович през 1992 г. съставя антология с хърватски стихотворения в прозата „Naša ljubavnica tlapnja“ (Нашата любовница е скитник).
За дивите маслинови горички „Luna“ на остров Паг през 2013 г. издава монографията „Biblijski vrt /Sveta zemlja lunjskih maslina“ (Библейска градина / Светата земя на маслините в Лун) с включени 150 нейни снимки.
В допълнение към поезията си пише литературна критика и поетични бележки за визуалните изкуства, а от 2000 г. е особено известна като художествена фотографка. По време на многогодишни преходи в пейзажите на Новаля и остров Паг снима много уникални атмосфери и гледки. Като родена на острова, тя е вдъхновена от скрити и пусти места, от следите от ежедневието и наследството. Снимките ѝ са представени на самостоятелни изложби в Хърватия, Австрия, Германия и Чехия. През 2005 г. режисьорът Петър Креля прави за нея документалния филм „Андриана“, в който представя стиховете ѝ и работата ѝ като отличен фотограф.
Удостоена е с редица литературни награди: „Антун Бранко Симич“ за поетичен дебют, „Тин Уевич“ (1999) на Дружеството на хърватските писатели, „Владимир Назор“ (2003), награда на Хърватската академия на науките и изкуствата (2003), отличие „Горанов венец“ за цялостно поетично творчество 2006 г., награда на град Новаля (2016), „Visoka žuta žita“ (2018), „Владимир Назор“ (2020) за цялостно творчество, „Квирин“ за цялостен принос в хърватската поезия (2020).
Тя е член на Асоциацията на хърватските писатели, на хърватския ПЕН клуб и на Хърватската асоциация на изящните художници и приложните изкуства. Редактор е на „Библиотека Kairos“ и на литературното списание „Европейски вести“ на Дружеството на хърватските писатели.
Андриана Шкунка живее със семейството си в Загреб и Новаля.

## Произведения

### Поезия
- Do neba bijelo (1969)
- Kratka sjena podneva (1973)
- Pomaci, tišine (1981)
- Napuštena mjesta (1985)
- Druga strana zrcala (1988)
- Korijen zid kutija (1992)
- Zeleni prah (1994)
- Novaljski svjetlopis (1999) – с петдесет снимки от авторката, награда „Тин Уевич“
- Predivo sve užih dana (2002) – избрана поезия, награда на Хърватската академия на науките и изкуствата и награда „Владимир Назор“
- Vrijeme se zanjihalo (2015)

### Проза
- Ivan Večenaj (1994) – с Тонко Мароевич
- Biblijski vrt /Sveta zemlja lunjskih maslina (2013) – със 150 снимки от авторката
- Hodopis rubovima otoka (2013) – пътеписи и поетична проза, със собствени фотографии

### Други
- Naša ljubavnica tlapnja, antologija hrvatskih pjesama u prozi (1992) – със Звонимир Мърконич и Хървойе Пеякович
- Vesna Prica (1999) – монография, с Иво Шимат Банов и Марина Баричевич